# کراتوشیتسه
کراتوشیتسه (به چکی: Krátošice) یک منطقهٔ مسکونی در جمهوری چک است که در منطقه تابور واقع شده‌است.
 کراتوشیتسه ۲٫۹۹ کیلومتر مربع مساحت و ۱۱۸ نفر جمعیت دارد و ۴۲۳ متر بالاتر از سطح دریا واقع شده‌است.